# Lâu đài Boldt

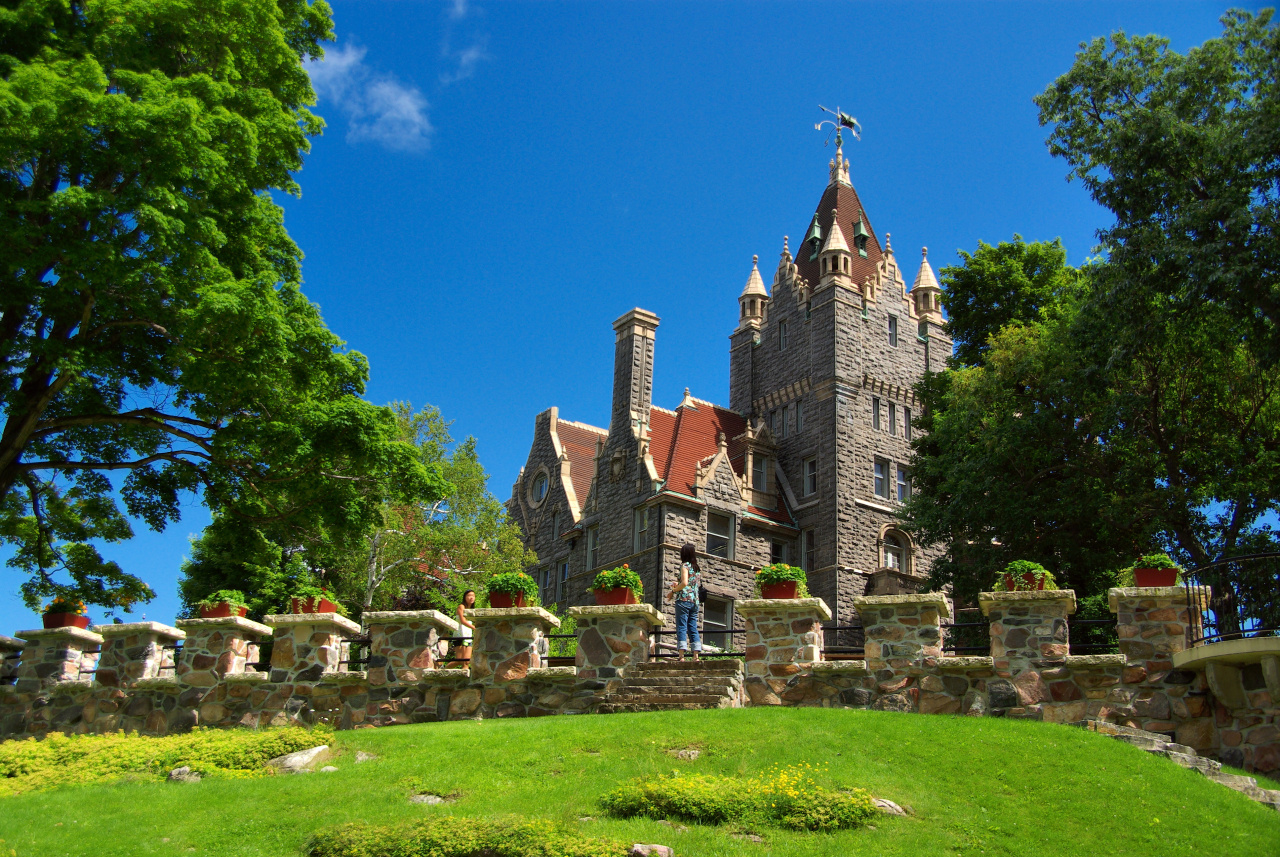
Lâu đài Boldt trên đảo Heart

Lâu đài Boldt là một lâu đài năm trên đảo Heart (New York) tại quần đảo Thousand trên sông St Lawrence, dọc theo biên giới phía bắc của tiểu bang New York, là một trong các công trình nổi bật thu hút khách du lịch trong khu vực. Toà lâu đài này được xây vào ngày lễ tình yêu năm 1905, George Boldt xây tặng vợ mình tên Louise. Lâu đài nằm trong khuôn viên đảo Heart và có phong cách kiến trúc Trung cổ và thời Victoria, có 11 tầng lầu. Tổng cộng có 120 phòng lớn nhỏ. Một năm trước khi toà lâu đài được xây xong, Louise đột ngột qua đời ở tuổi 41. Do quá bất ngờ, George Boldt đã cho dừng xây dựng và từ đó ông không bao giờ trở lại công trình này nữa.
Có thể đến lâu đài Boldt bằng phà từ Alexandria Bay; Gananoque, Ontario; Rockport, Ontario; và Ivy Lea, Ontario.

## Hình ảnh

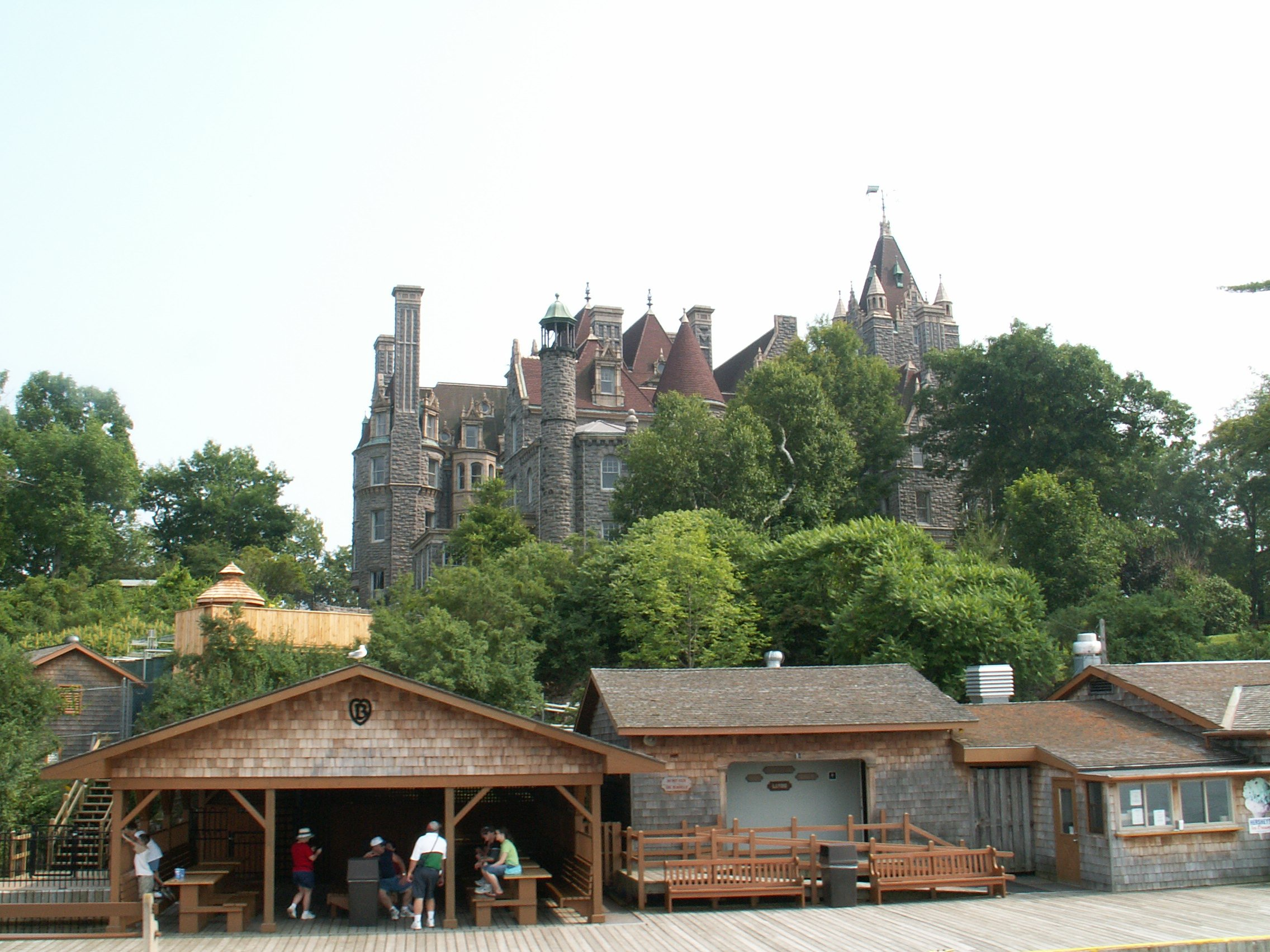
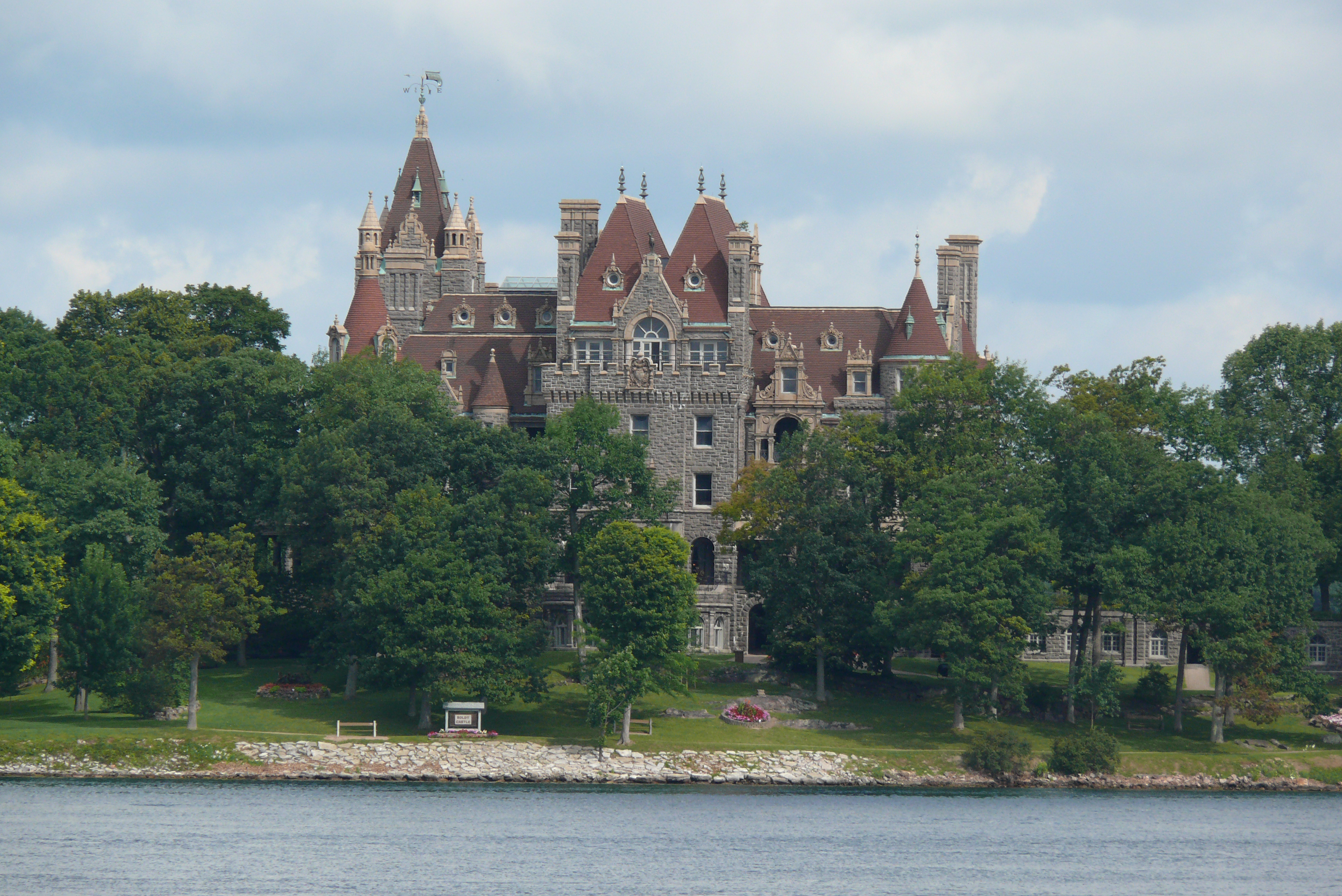
Lâu đài Boldt
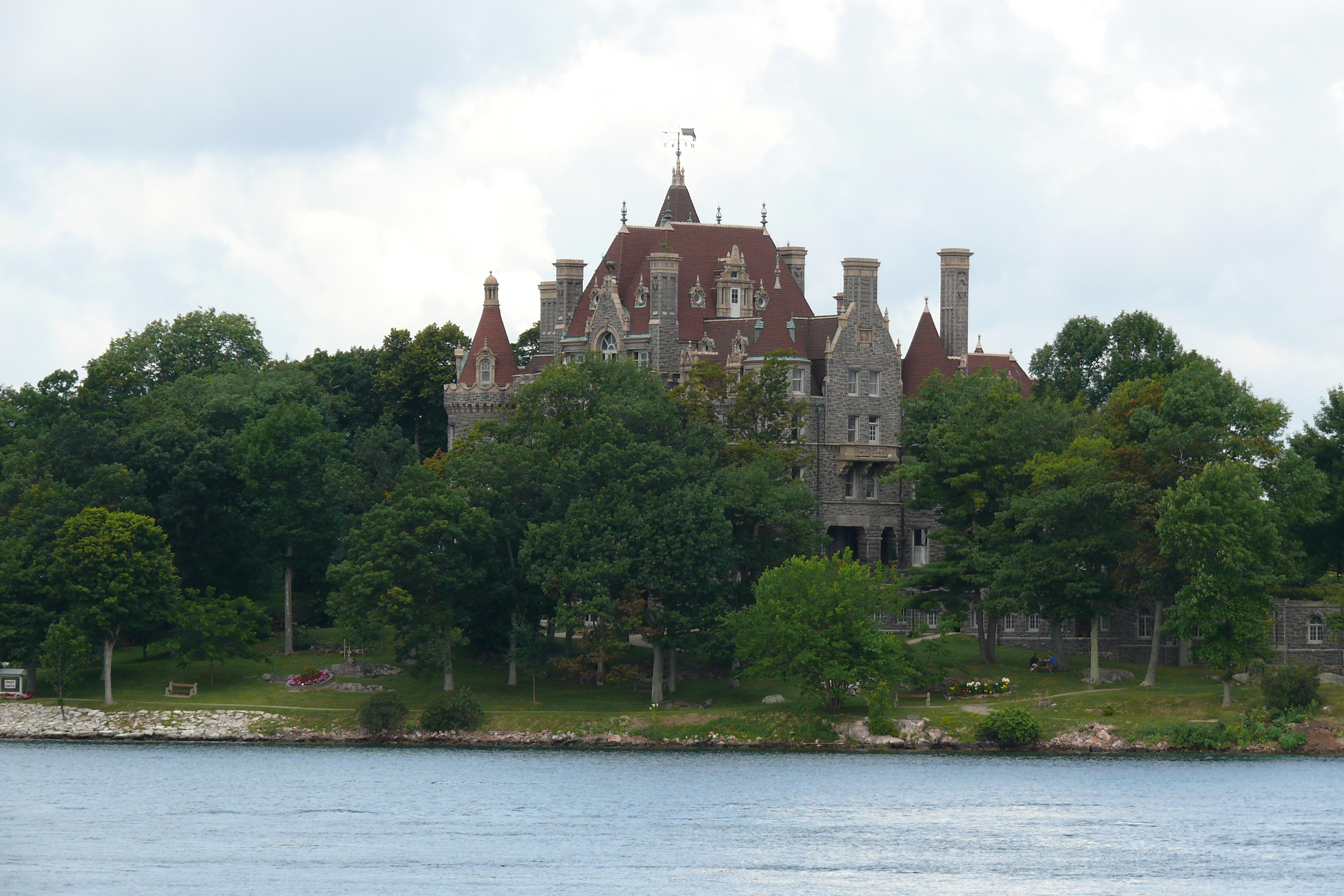
Lâu đài Boldt
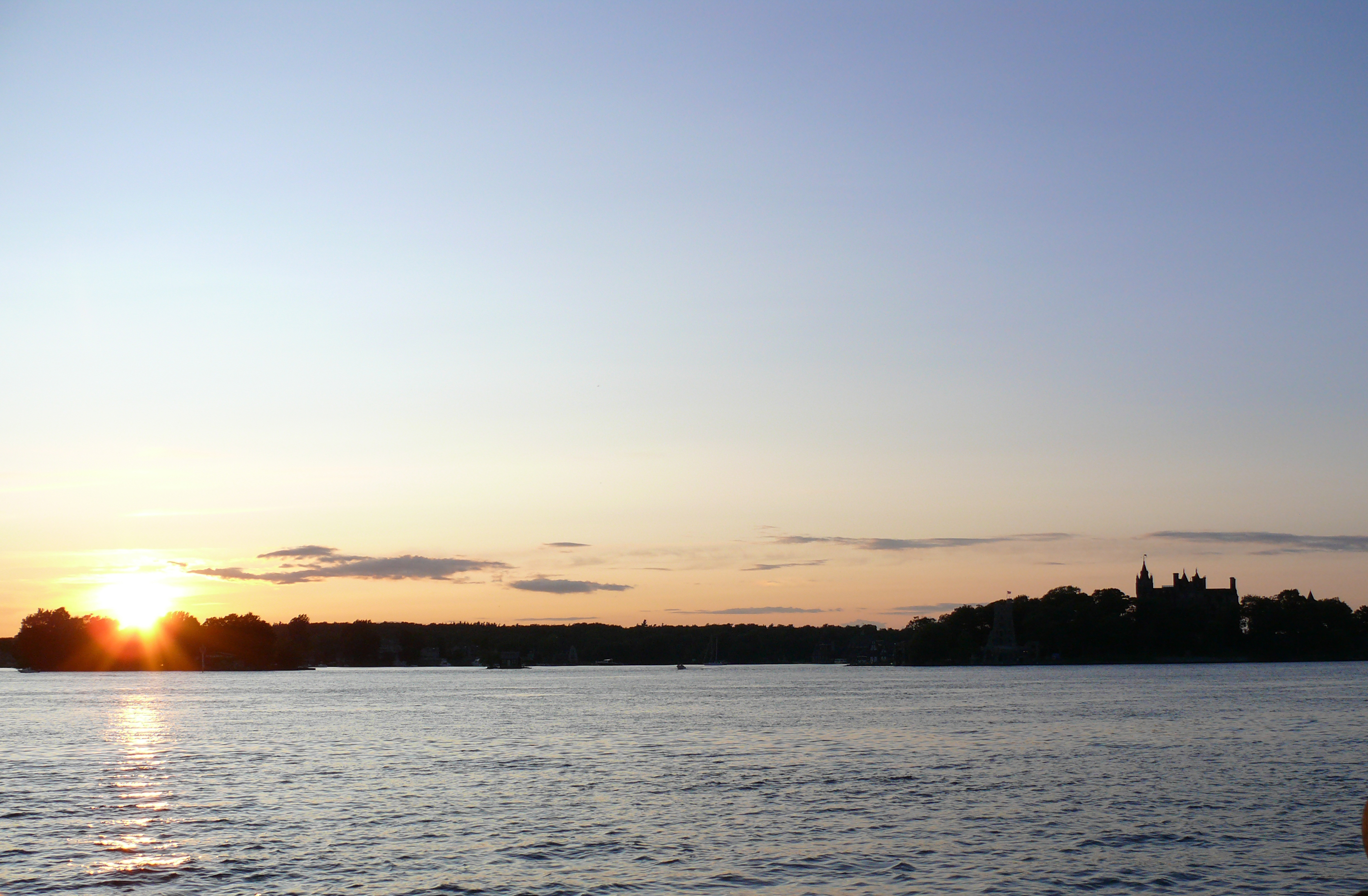
Lâu đài Boldt lúc hoàng hôn
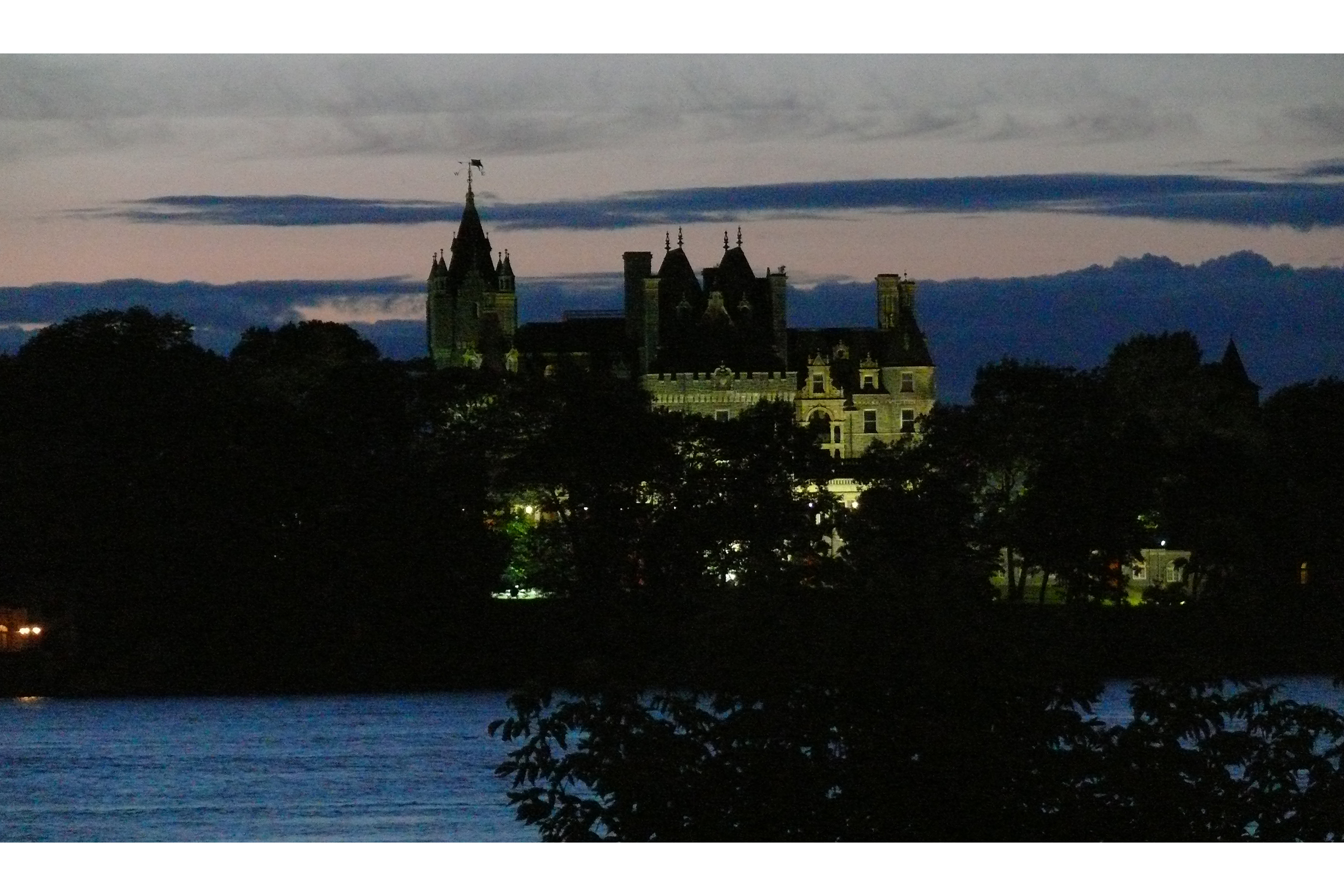
Lâu đài Boldt về đêm
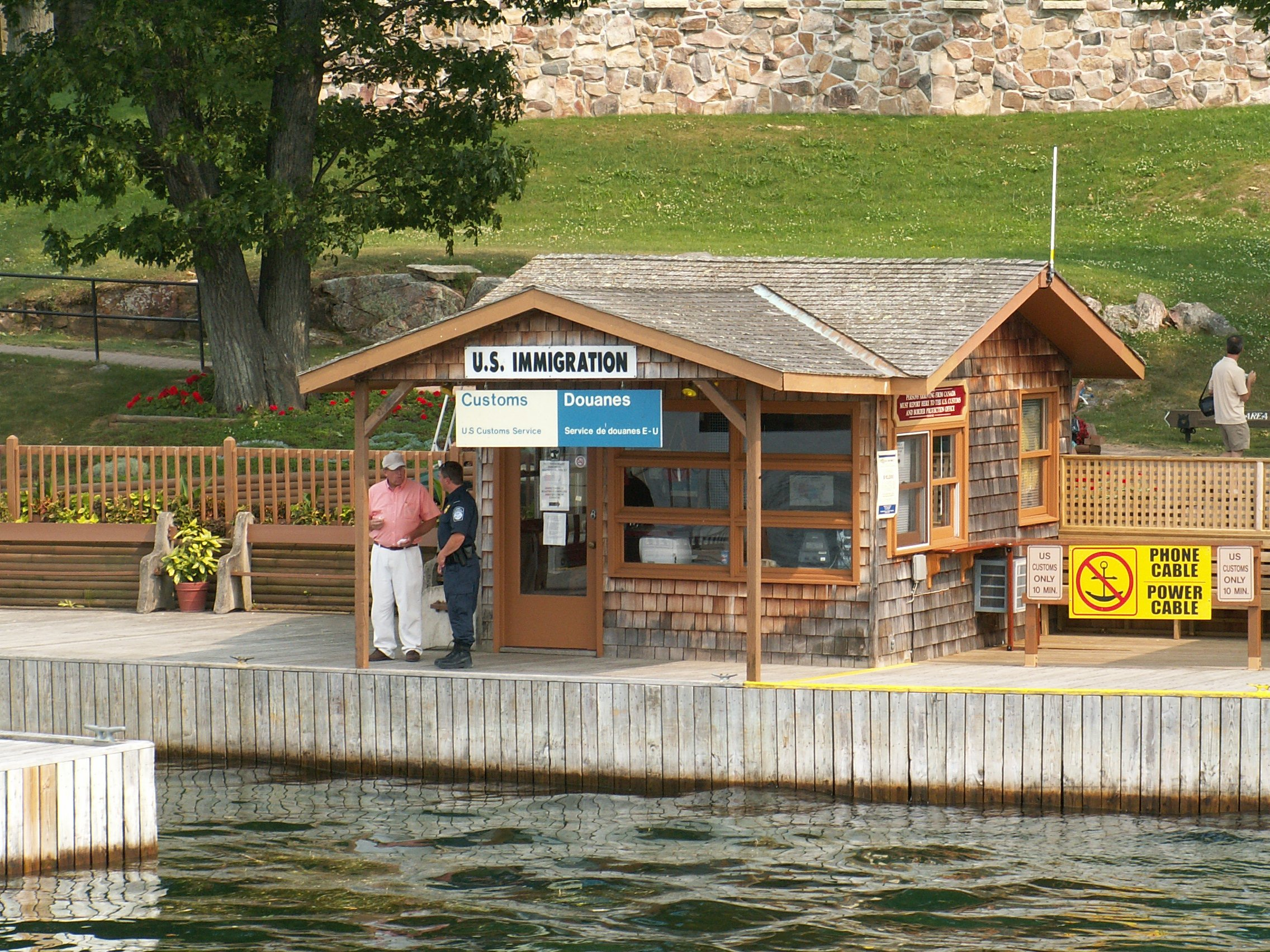
Cổng vào
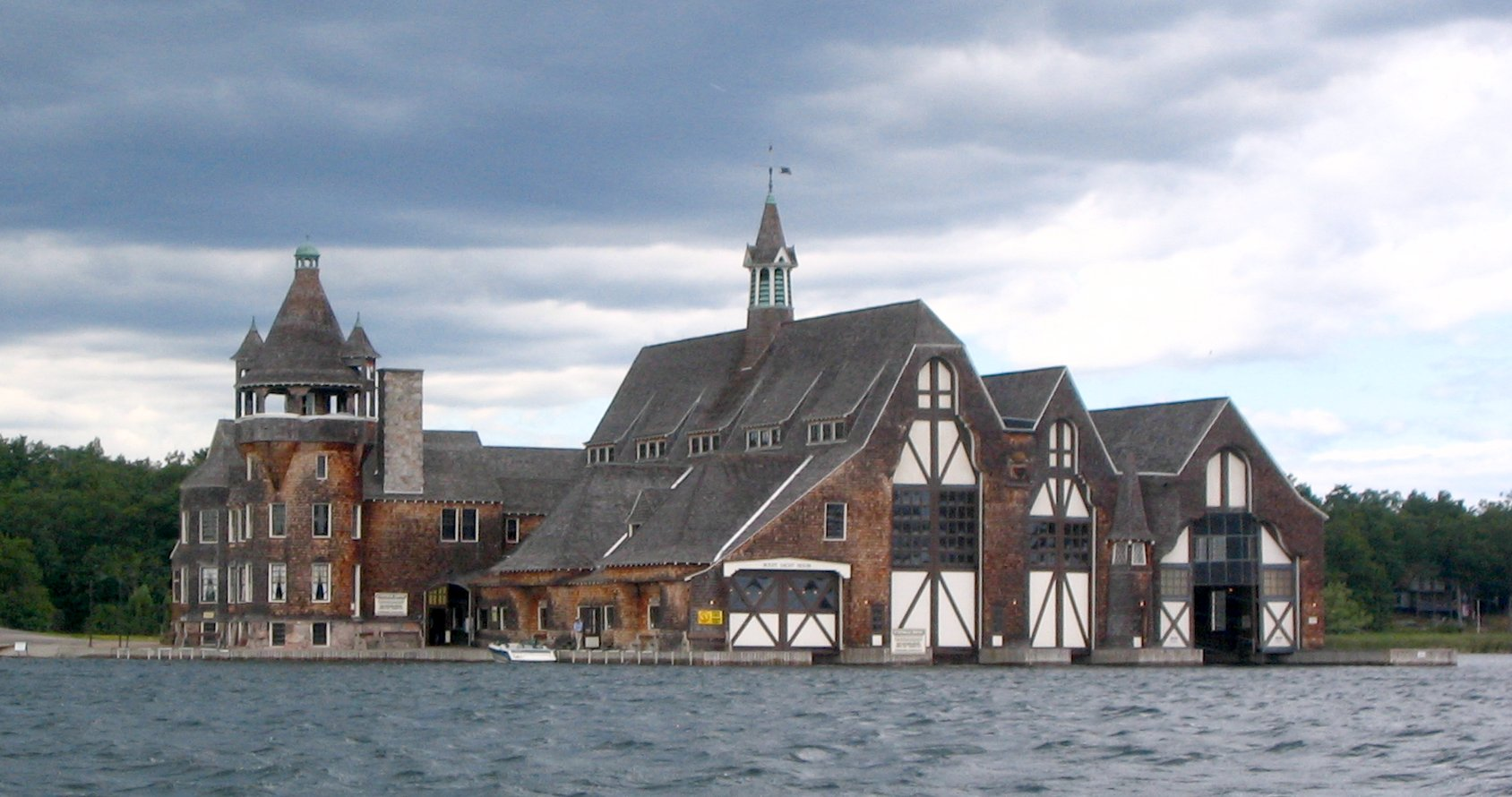
Nhà du thuyền Boldt
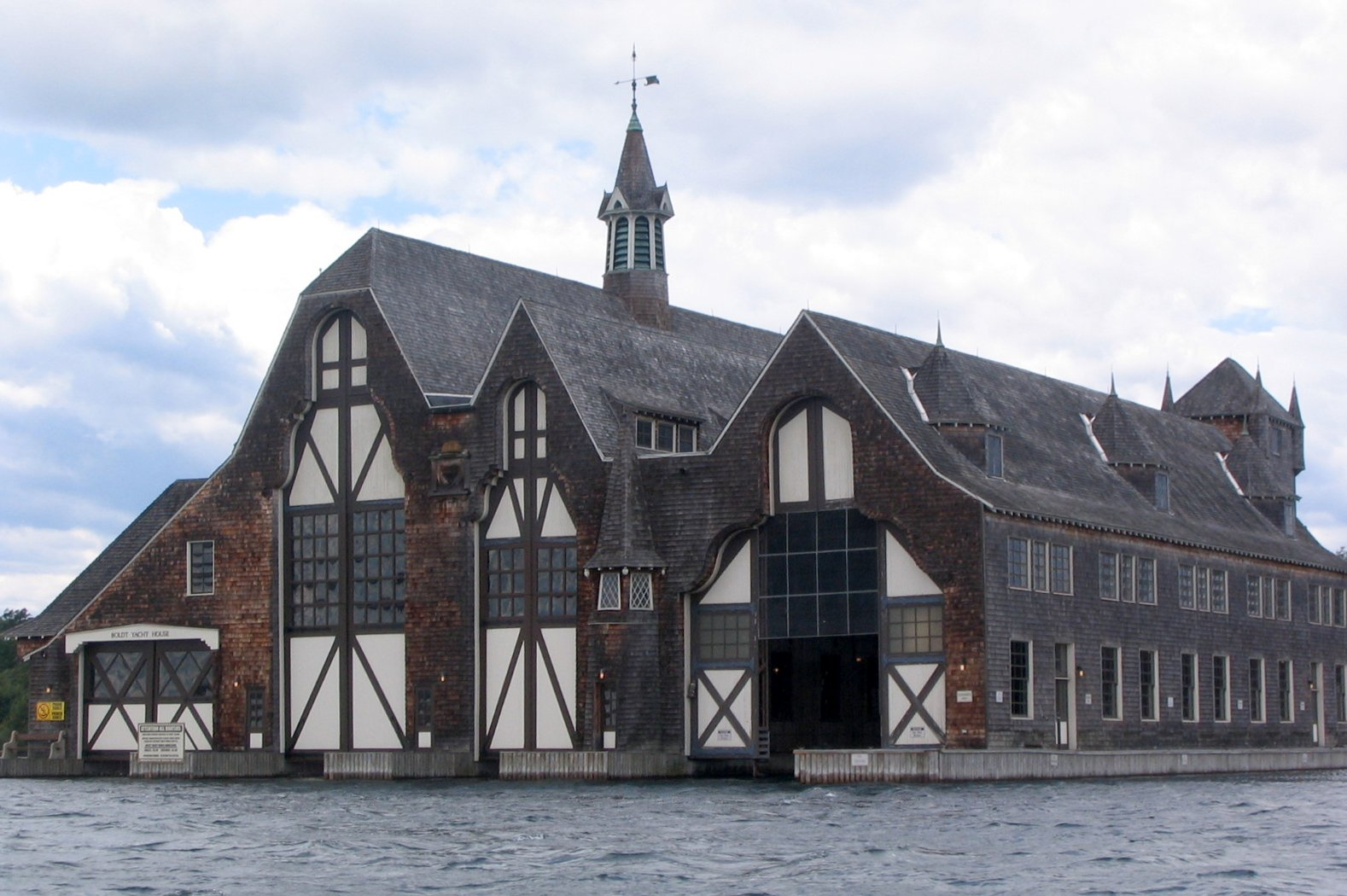
Nhà du thuyền Boldt
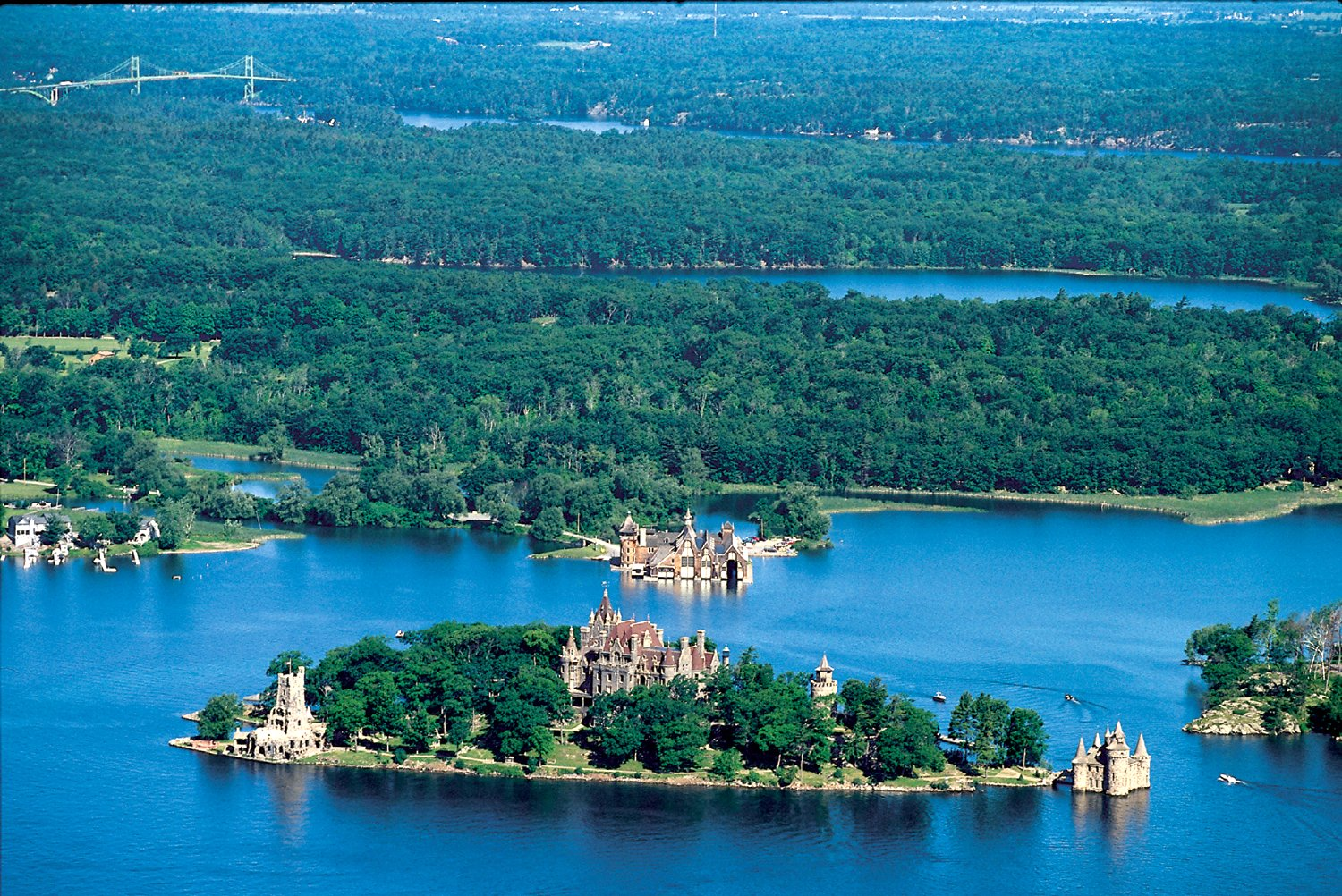
Nhìn từ trên cao